# 정균환
정균환(鄭均桓, 1943년 7월 23일 ~ )은 대한민국의 정치인이다.

## 생애
제13, 14, 15, 16대 국회의원을 역임하였다. 새정치국민회의 사무총장 및 새천년민주당 원내총무, 통합민주당 최고위원 등을 역임하였다. 2012년 19대 총선에 송파병 지역 민주통합당 국회의원 후보로 출마했지만 새누리당 김을동 후보를 상대로 낙선했다.

## 학력
- 선동국민학교 졸업
- 고창중학교 졸업
- 고창고등학교 졸업
- 성균관대학교 정치외교학과 학사
- 성균관대학교 정치외교학과 대학원 석사
- 성균관대학교 정치외교학과 대학원 박사과정 수료

### 명예 박사 학위
- 충북대학교 명예정치학 박사

## 경력
- 1988 제3대 민주연합청년동지회(연청) 중앙회장
- 1988~1992 제13대 국회의원
- 1992~1996 제14대 국회의원
- 1996~2000 제15대 국회의원
- 1997 새정치국민회의 당무위원회 부의장
- 1999 새정치국민회의 사무총장
- 2000~2004 제16대 국회의원 (새천년민주당)
- 2000~2001 새천년민주당 원내총무
- 2001 태권도청소년연맹 총재
- 2002 국회 운영위원회 위원장
- 2003 새천년민주당 상임고문
- 2002~2004 새천년민주당 원내총무
- 2008.01 대통합민주신당 최고위원
- 2008.02 통합민주당 최고위원
- 2023.03 ~ 대한민국헌정회 부회장(전북)

## 저서
- 자치경찰 "지방자차의 완성을 위한" - 신유영사, 1996
- 경찰개혁(상, 중, 하) 전3권 - 좋은세상, 1998
- 정치구조개혁과 분권형 대통령제 개헌 - 2002
- 아름다운 뚝심 - 풀피리, 2012

## 역대 선거 결과
|  | 5.21% |

|  | 54.31% |

|  | 53.22% |

|  | 67.30% |

|  | 70.63% |

|  | 29.85% |

|  | 36.53% |

|  | 46.36% |

## 소속 정당
| 소속 정당 | 소속 정당      | 소속 기간 | 비고           |
| --------- | -------------- | --------- | -------------- |
|           | 통일사회당     | 1967~1973 | 정계 입문      |
|           | 무소속         | 1973~1974 | 정당 해산      |
|           | 통일사회당     | 1974~1980 | 창당           |
|           | 무소속         | 1980~1987 | 정당 해산      |
|           | 통일민주당     | 1987      | 창당           |
|           | 무소속         | 1987      | 탈당           |
|           | 평화민주당     | 1987~1991 | 창당           |
|           | 신민주연합당   | 1991      | 당명 변경      |
|           | 민주당         | 1991~1995 | 합당           |
|           | 무소속         | 1995      | 탈당           |
|           | 새정치국민회의 | 1995~2000 | 창당           |
|           | 새천년민주당   | 2000~2005 | 합당           |
|           | 민주당         | 2005~2007 | 당명 변경      |
|           | 중도통합민주당 | 2007      | 합당           |
|           | 무소속         | 2007      | 탈당           |
|           | 대통합민주신당 | 2007~2008 | 창당           |
|           | 통합민주당     | 2008      | 합당           |
|           | 민주당         | 2008~2011 | 당명 변경      |
|           | 민주통합당     | 2011~2013 | 합당           |
|           | 민주당         | 2013~2014 | 당명 변경      |
|           | 새정치민주연합 | 2014~2015 | 합당           |
|           | 더불어민주당   | 2015~2016 | 당명 변경      |
|           | 무소속         | 2016      | 탈당           |
|           | 국민의당       | 2016~2018 | 창당           |
|           | 무소속         | 2018      | 탈당           |
|           | 민주평화당     | 2018~2020 | 창당 정계 은퇴 |
|           | 민생당         | 2020      | 합당           |
|           | 무소속         | 2020~2022 | 탈당           |
|           | 더불어민주당   | 2022~2024 | 복당           |
|           | 무소속         | 2024      | 탈당           |
|           | 새로운미래     | 2024      | 창당준비위원회 |
|           | 개혁신당       | 2024      | 입당           |
|           | 무소속         | 2024      | 탈당           |
|           | 새로운미래     | 2024      | 창당           |
|           | 새미래민주당   | 2024~2025 | 당명 변경      |
|           | 무소속         | 2025~현재 | 탈당           |

## 같이 보기
- 고창군 (1988년 선거구)
- 고창군·부안군 (2000년 선거구)
- 고창군의 국회의원
- 부안군의 국회의원